# Conrad Varrentrapp
Conrad Varrentrapp, född 17 augusti 1844 i Braunschweig, död 28 april 1911 i Marburg, var en tysk historiker.
Varrentrapp blev privatdocent vid Jena universitet 1868, extra ordinarie professor vid Bonns universitet 1873, ordinarie professor 1874 i Marburg, 1890 i Strassburg och 1901 åter i Marburg.